# Nicolás Oliver Fullana
Nicolás Oliver Fullana (Mallorca 1623 - Ámsterdam, 1692) fue un militar, esotérico y escritor español del siglo XVII.

## Biografía
Caracterizado por su peculiar evolución religiosa: inicialmente profesó de forma pública el cristianismo (incluso se planteó hacerse jesuita), y posteriormente se convirtió al judaísmo. Si profesó el criptojudaísmo de forma oculta y sólo pasó a hacerlo de forma abierta al encontrarse en un entorno de libertad religiosa, o si fue un caso, muy infrecuente, de conversión al judaísmo por aproximación personal, sin provenir de una familia de judeoconversos o marranos, es un asunto que las fuentes no dejan claro.
Aunque se le considera cartógrafo, no se ha conservado ningún mapa que se le pueda atribuir, y las obras con las que podría estar relacionado ya no forman parte de la tradición portulana mallorquina, de gran tradición entre los judíos y conversos de la isla en la Baja Edad Media (ver Jehuda Cresques). Tampoco la documentación le sitúa, ni a él ni a su familia, en el entorno social del grupo que más tarde sería conocido como chueta.
Era hijo de Nicolau Fullana, doctor en Derecho, y de Catalina Seguí. Adquirió el apellido Oliver junto con la herencia de un tío abuelo materno, Joan Oliver. Su abuelo, Nicolau Fullana, era un mercader con contactos en Milán, Génova y Arlés.
Nicolás Oliver estudió jurisprudencia. Durante su juventud tuvo tendencias místicas dentro del cristianismo, proponiéndose entrar en la Compañía de Jesús, de lo que fue disuadido.
Participó desde 1641 como capitán de infantería de una compañía de mallorquines en la guerra de Cataluña, donde estuvo ocho años.  Los documentos le designan como "Capitán" o "Cavallero Mallorquín" hacia el año 1650. El 1 de octubre de ese año, escribió un epigrama latino de ocho versos sobre el libro de Vicente Mut "Historia del Reyno de Mallorca". A Mut le había sido concedido el puesto de sargento mayor de Mallorca que Oliver pretendía, lo que explica su rivalidad.
Posteriormente llegó a la corte, donde ejerció de astrólogo para Felipe IV de España. En Madrid era estimado como nigromante, y entró en contacto con Pier Giacomo Bramoselli (el Doctor Milanés). Esta relación, que osciló entre la colaboración y la rivalidad, le involucró en un proceso inquisitorial que le supuso una condena a cuatro años de presidio y seis de destierro (de Toledo, Madrid y Mallorca) por supersticioso y enredador; aunque también se investigaron unos posibles contactos con judaizantes (a través de un alfabeto sonoro), no parece que se probraran. Intervino en un auto de fe el 11 de abril de 1662, cuando tenía 38 años.

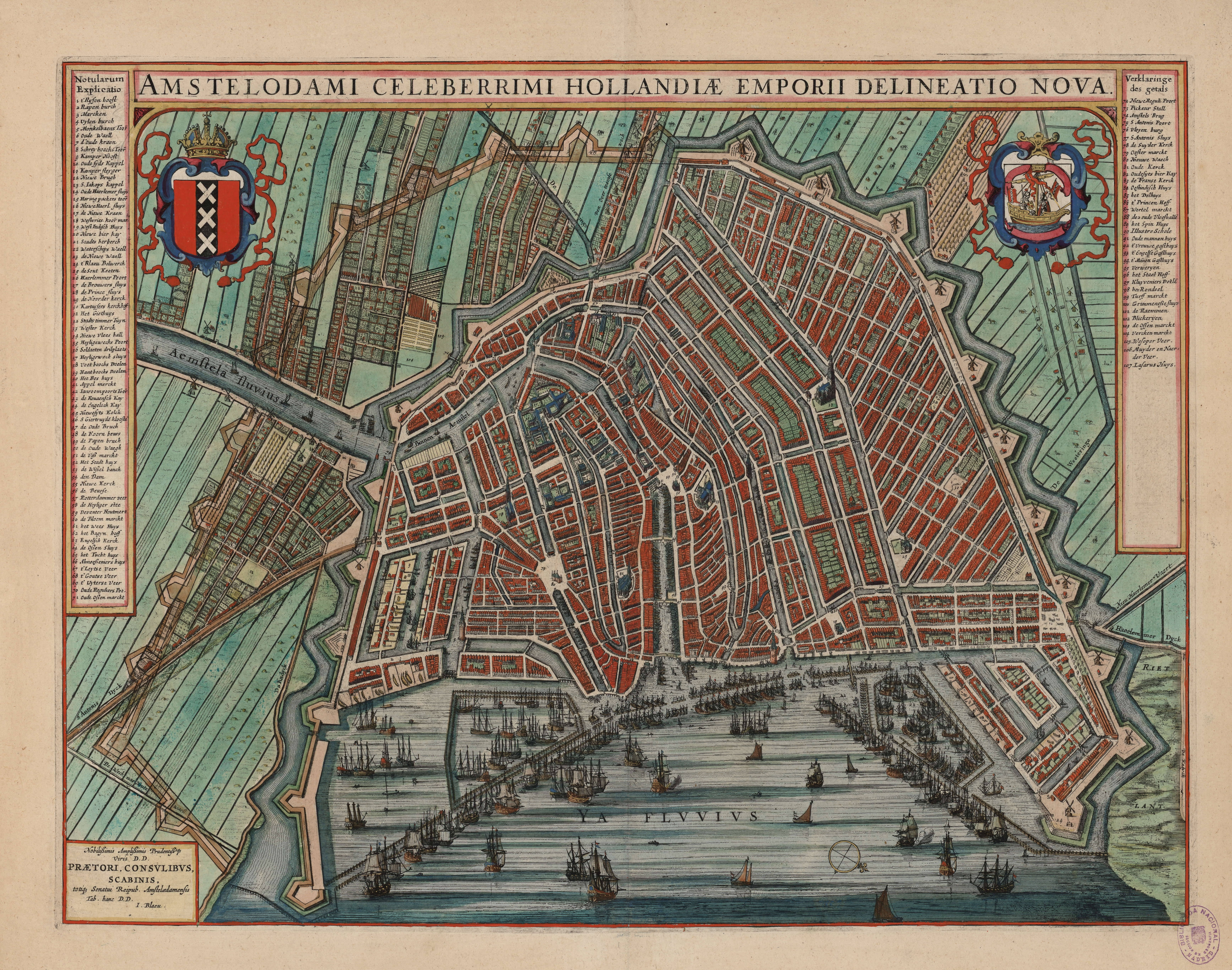
Ámsterdam a mediados del siglo XVII, tal como fue representada en uno de los Atlas de Blaeu. Miguel de Barrios y Nicolás Oliver Fullana colaboraron con las obras cartográficas de esta familia holandesa.

Cumplida la pena, marchó a Bruselas, donde, en el contexto de la Guerra Franco-Holandesa (1672-1678), en la que las Provincias Unidas estaban aliadas con la Monarquía Hispánica contra Francia, se enroló como coronel en el ejército holandés. Terminó asentándose en Ámsterdam, donde profesó abiertamente el judaísmo y tomó el nombre hebreo de "Daniel Judah". Tras la muerte de su esposa Johanna (anteriormente tuvo otra llamada Colomba Nebot, que murió tras darle dos hijas, que quedaron en Mallorca, una de ellas monja y otra casada con el Magnífico Joan Antoni de Comellas), contrajo matrimonio con Isabella Correa.
Según Thomas de Pinedo (que le llama "litteris et astrologia eruditus"), Fullana fue en 1680 cosmógrafo de Su Majestad Católica (el rey de España, por entonces Carlos II) y escribió excelentes obras cosmográficas. Participó en el "Atlas del Mundo" de Blaew (Atlas Mayor o Geografía Blaviana, también llamado Nuevo Atlas, Ámsterdam, 1659-1672; la versión con textos traducidos al español de la obra magna de los Blaeu -Atlas maior, sive cosmographia Blaviana, qua solum, salum, coelum, accuratíssime describuntur, de Willem Janzoon Blaeu, 1662, o Le Grand Atlas ou cosmographie Blaviane, de Jan Blaeu, 1667-). En la parte correspondiente a Baleares de la edición en francés, se indica par Olivier, qui a soigneusment remarqué cette isle ("por Olivier, que cuidadosamente señaló esta isla"). La aportación de Oliver quizá se centró en la descripción de las Islas Baleares, que en su parte historiográfica tiene indicaciones de particular interés: Hubo aquí una famosa synagoga de Iudios cuyos descendientes professan la religión christiana con todo afecto (refiriéndose a la de Palma de Mallorca).
Entre otros elogios literarios, escribió un poema sobre el "Coro de las Musas" de su amigo Daniel Levi de Barrios (Miguel de Barrios), y otro -en lengua portuguesa y latín- sobre un drama de Joseph Penso (José Penso de la Vega).
Entre 1680 y 1690 consiguió reunir en Ásterdam un entorno cultural de gran interés, formado por un grupo de sefardíes entre los que figuraban Miguel de Barrios, Tomás de Pinedo, Manuel de Belmonte y su propia mujer Isabel Correa (de nombre hebreo Rebeca), todos ellos relacionados con la familia Blaeu.
La producción literaria de Nicolás Oliver (folletos de poca sustancia y obras de encargo, propias de un forzado de la pluma), en el estilo retorcido de la prosa del culteranismo de finales del XVII (Recopilación Histórica de los Reyes, guerras, tumultos y rebeliones de Hungría, Memorial Genealógico, Historia del Tusón, etc.), se publicó principalmente en castellano y en Bruselas entre 1684 y 1691, y tuvo en muchas ocasiones como destinatarios y protectores a aristócratas y gobernantes españoles (Duque de Villahermosa, Duque de Béjar). En ellas se producen paradójicas expresiones de contenido explícitamente cristiano, e incluso se muestra un fervoroso anhelo por estirpar a los enemigos de Jesuchristo, que más que un ataque contra sí mismo hay que interpretar como necesidad de utilizar expresiones agradables para aquellos y como resultado estilístico del barroquismo. También son muestra de la ambigüedad de las creencias y de la compleja mentalidad del autor, un heterodoxo entre heterodoxos que frente a la ortodoxia de ambas religiones (católica y judía) oponía sus propias ideas, especialmente sobre la astrología y el ocultismo.

## Posible hijo homónimo
Las fuentes no coinciden si un tal Nicolau Antoni Oliver Fullana (nacido y fallecido en Ciutat de Mallorca, 1642-1698) fue hijo del Nicolás de Ámsterdam, que por las fechas lo sería de su primera mujer, Colomba Nebot. Este otro personaje mantuvo una trayectoria vital con algunas coincidencias curiosas: entró en la Compañía de Jesús, dentro de la que llegó a ocupar el cargo de rector del Colegio Real de Bruselas. Su estancia en los Países Bajos Españoles tuvo que ser simultánea a la de su presunto padre, bien en esa ciudad, bien en la próxima capital holandesa. A diferencia de éste, sí volvió a Mallorca, donde fue destinado a Montesión. Figura como redactor del contrato matrimonial entre el príncipe Maximiliano de Baviera y la princesa Teresa de Polonia.